# Aile repliable

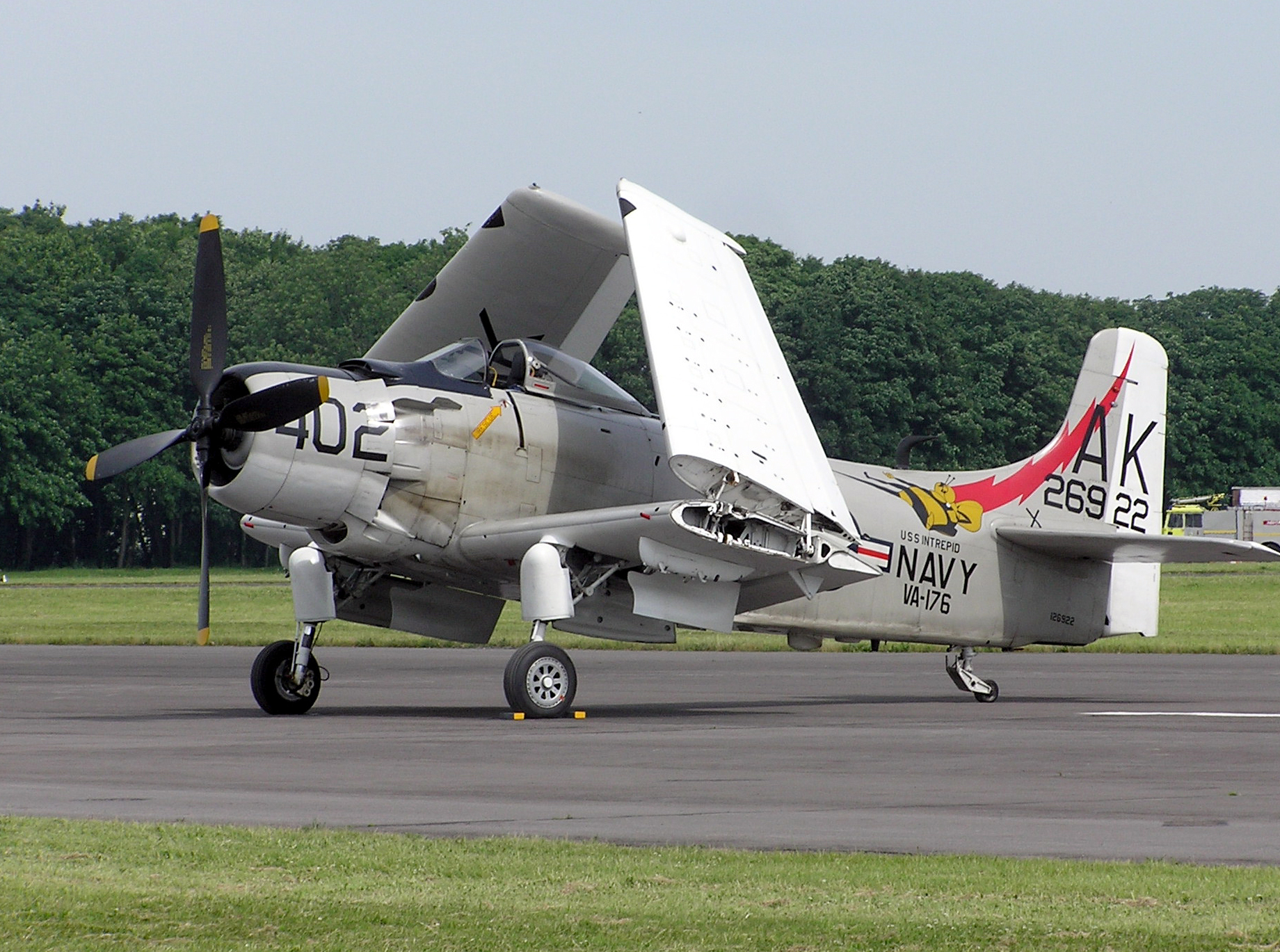
Douglas Skyraider

Ne doit pas être confondu avec Aile à géométrie variable.
L'aile repliable est un type d'aile utilisé essentiellement sur les avions opérant à partir des porte-avions. Le gain de place permet d'une part d'en garer un plus grand nombre sur le pont et, d'autre part, facilite ou même seulement permet l'accès aux ascenseurs et aux hangars de dimensions réduites.
L'aile est repliée vers l'arrière, le long du fuselage grâce à une double articulation ou, plus souvent, en partie repliée vers le haut grâce à une simple articulation. Afin de limiter la hauteur il est alors parfois nécessaire de réaliser une double pliure et/ou de replier une partie de la dérive. (Voir photos ci-dessous).
Les ailes repliables ont l'inconvénient d'être plus lourdes que des ailes fixes et de rendre nécessaires des structures complexes pour les connexions électriques, l'alimentation en carburant et les commandes aérodynamiques.
Le principe s'applique aussi, pour les mêmes raisons, aux pales du ou des rotors de sustentation des hélicoptères embarqués.
Quelques avions basés au sol adoptent le principe pour éviter d'utiliser des hangars de grandes dimensions. C'est le cas des Sukhoi Su-47 (ailes repliables), Saab 37 Viggen et Boeing 377 Stratocruiser (dérive repliable). Sur le Boeing B-50 Superfortress déjà, il avait été envisagé de rendre la dérive repliable.
Short Brothers est le premier constructeur à développer et breveter dès 1913 des ailes repliables pour des avions de l'aéronavale. Les ailes se repliaient le long du fuselage grâce à une articulation complexe à deux axes de rotation.

## Images

### Ailes repliables simples

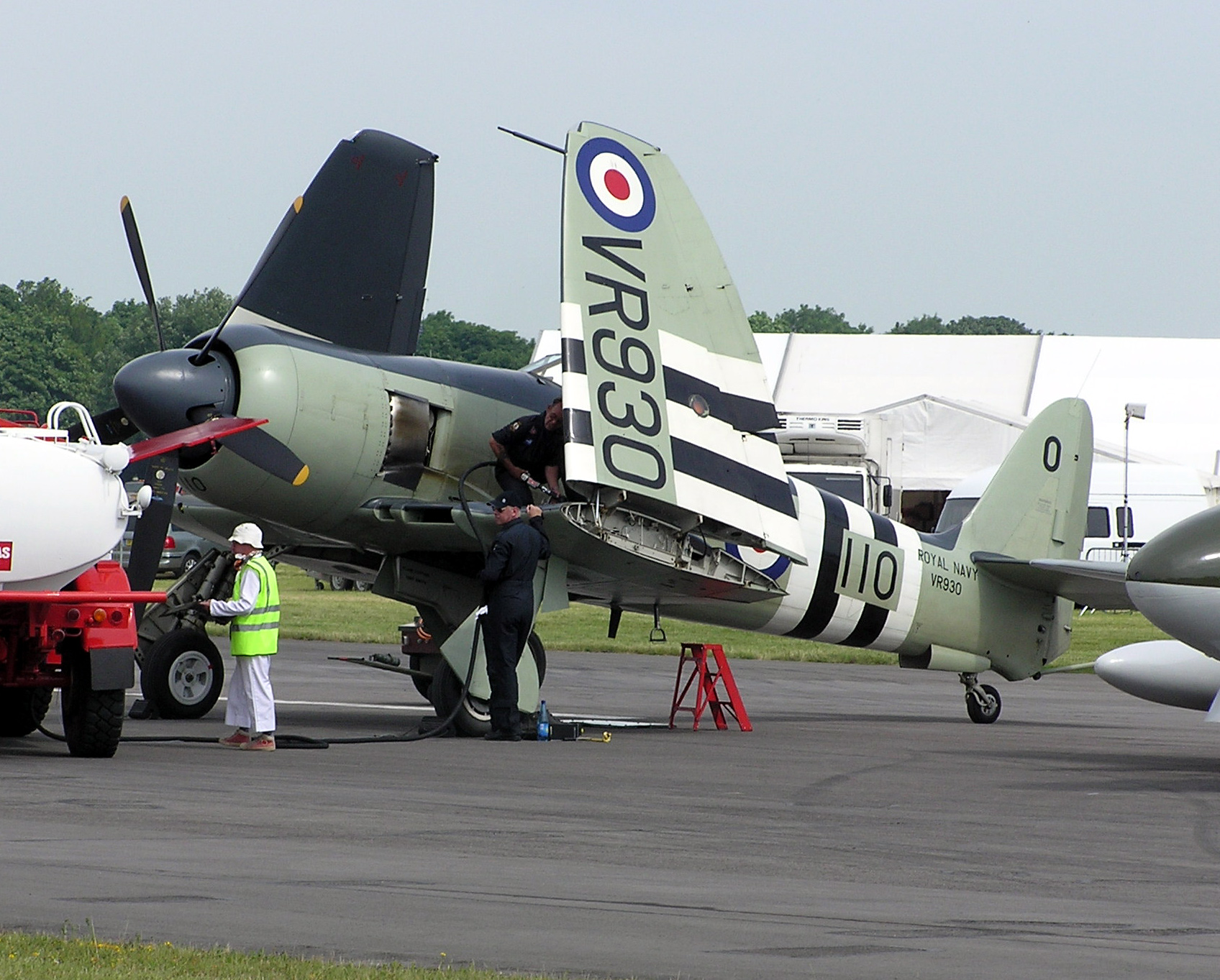
Hawker Sea Fury
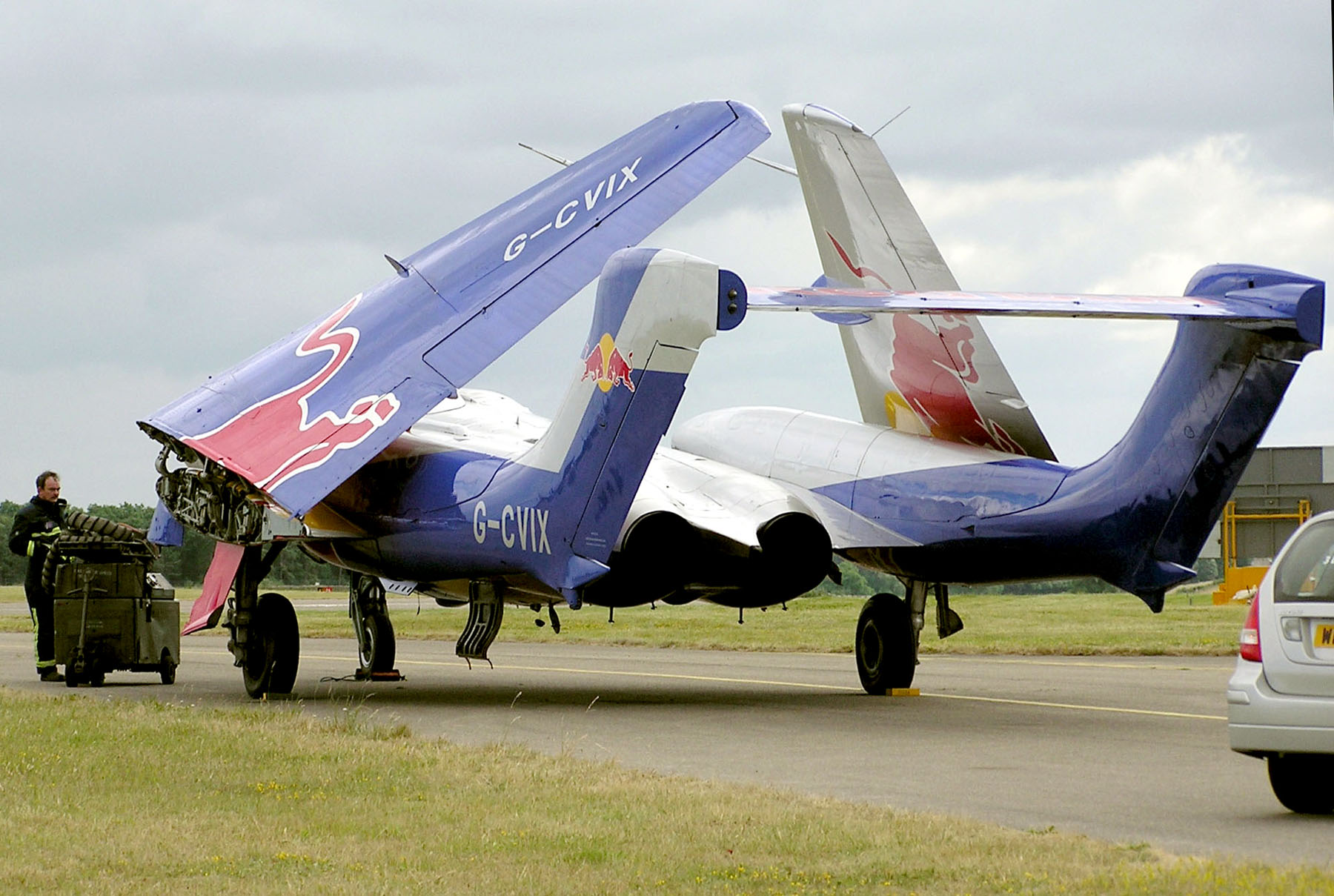
De Havilland Sea Vixen
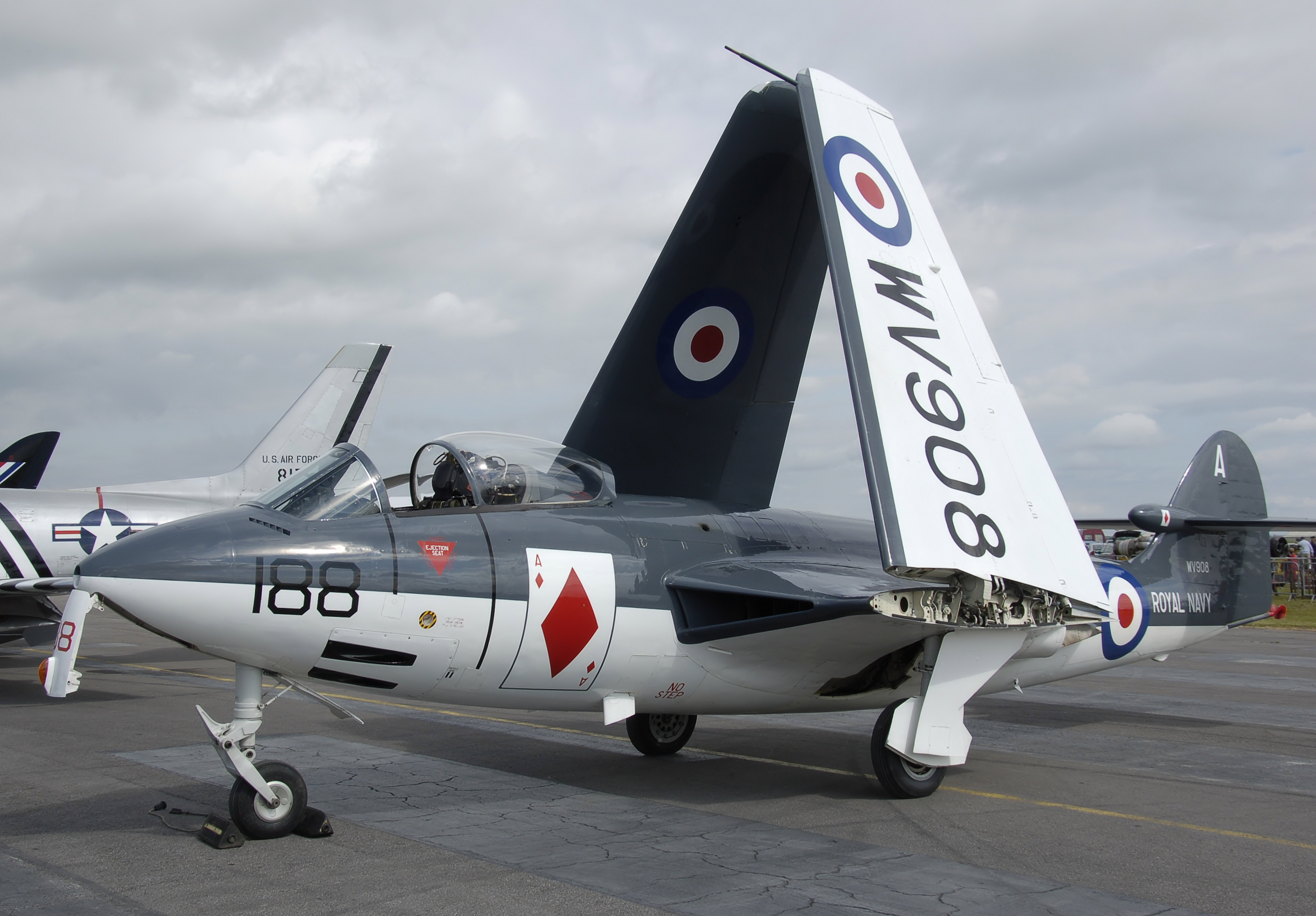
Hawker Sea Hawk FGA.6
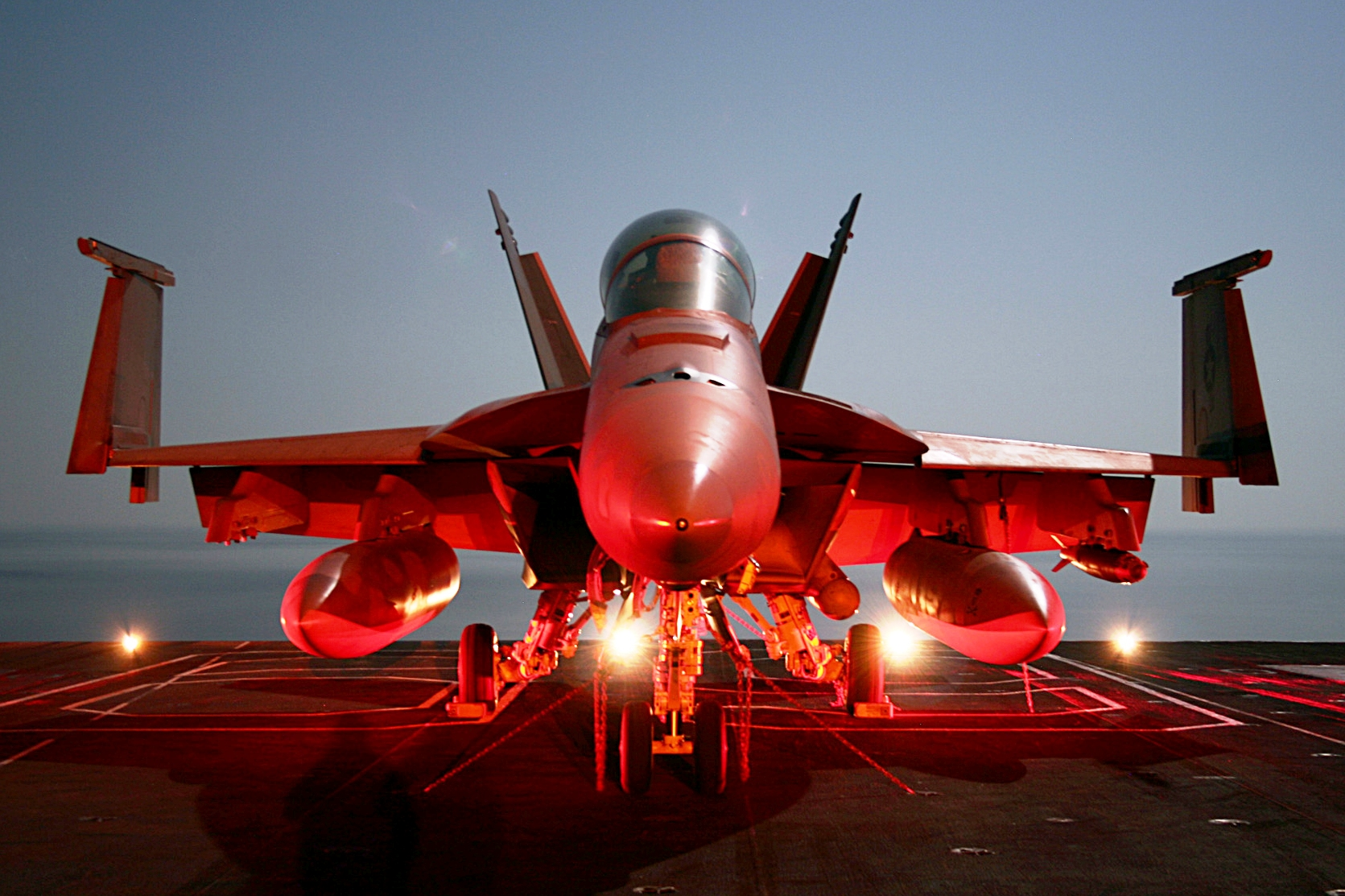
F/A-18E/F Super Hornet sur le pont d'envol du porte avions USS Dwight D. Eisenhower en mer d'Arabie en 12/2006
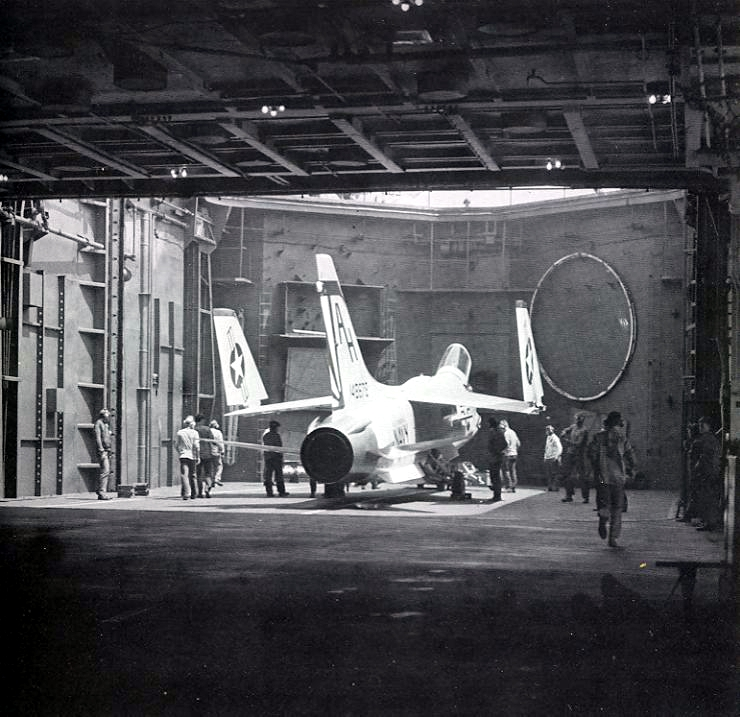
F8H avec ailes repliées dans un ascenseur
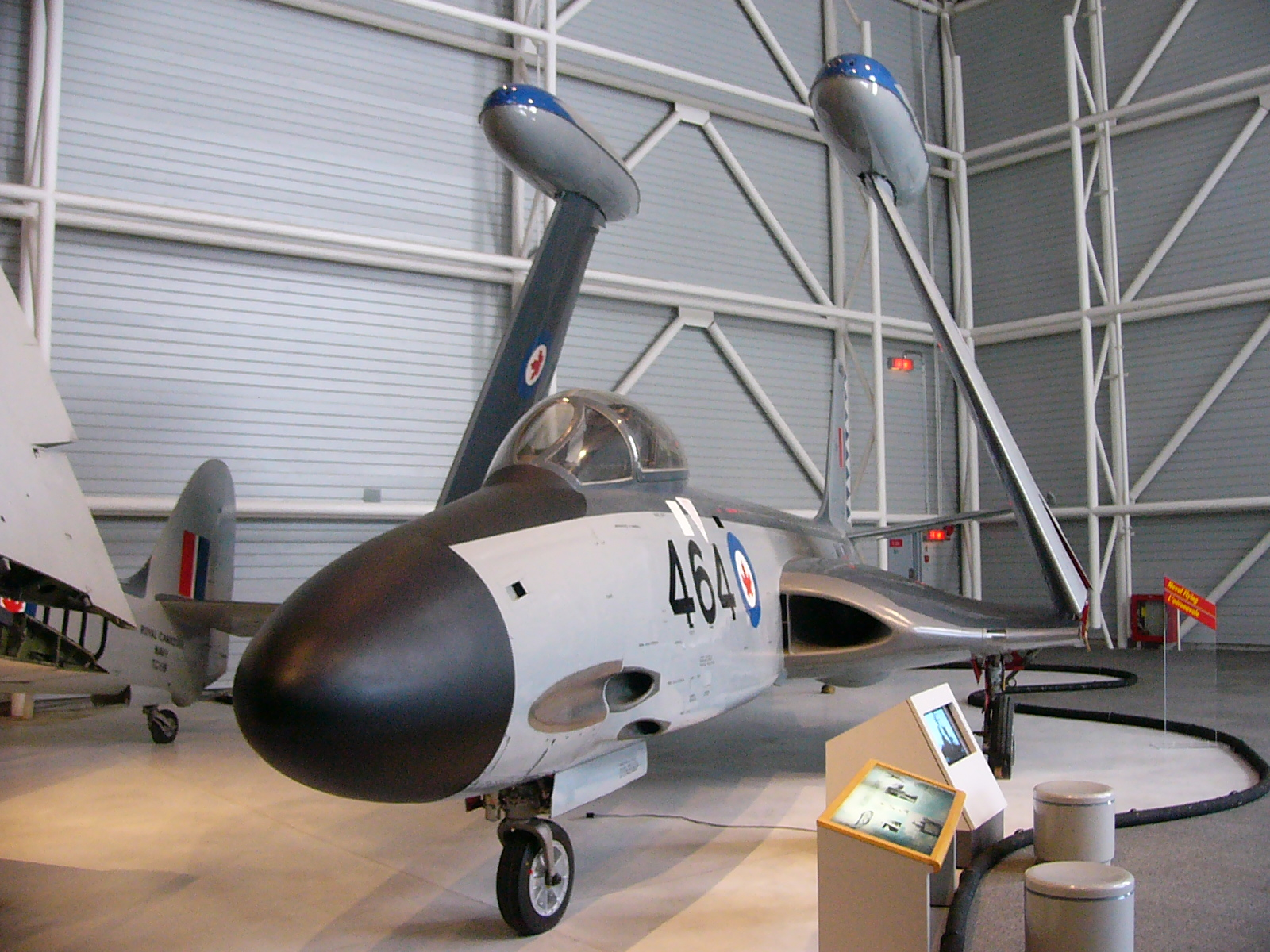
McDonnell F2H Banshee

### Ailes repliables vers l'arrière

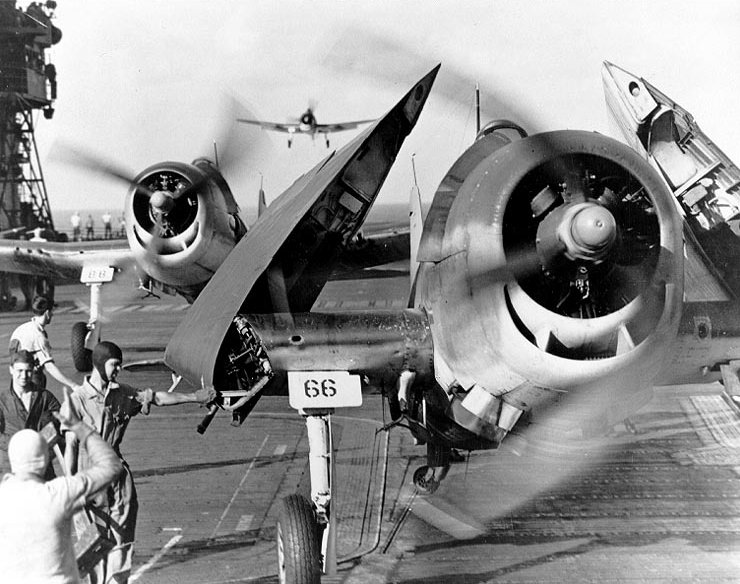
Grumman F6F Hellcat
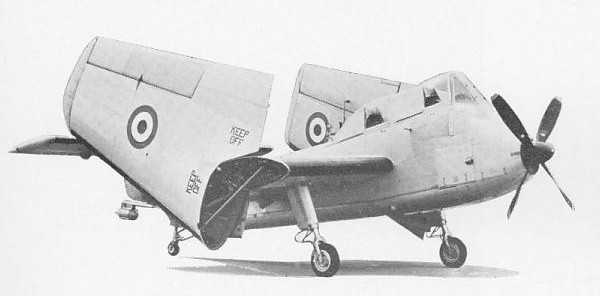
Short Seamew

### Double repliement d'ailes

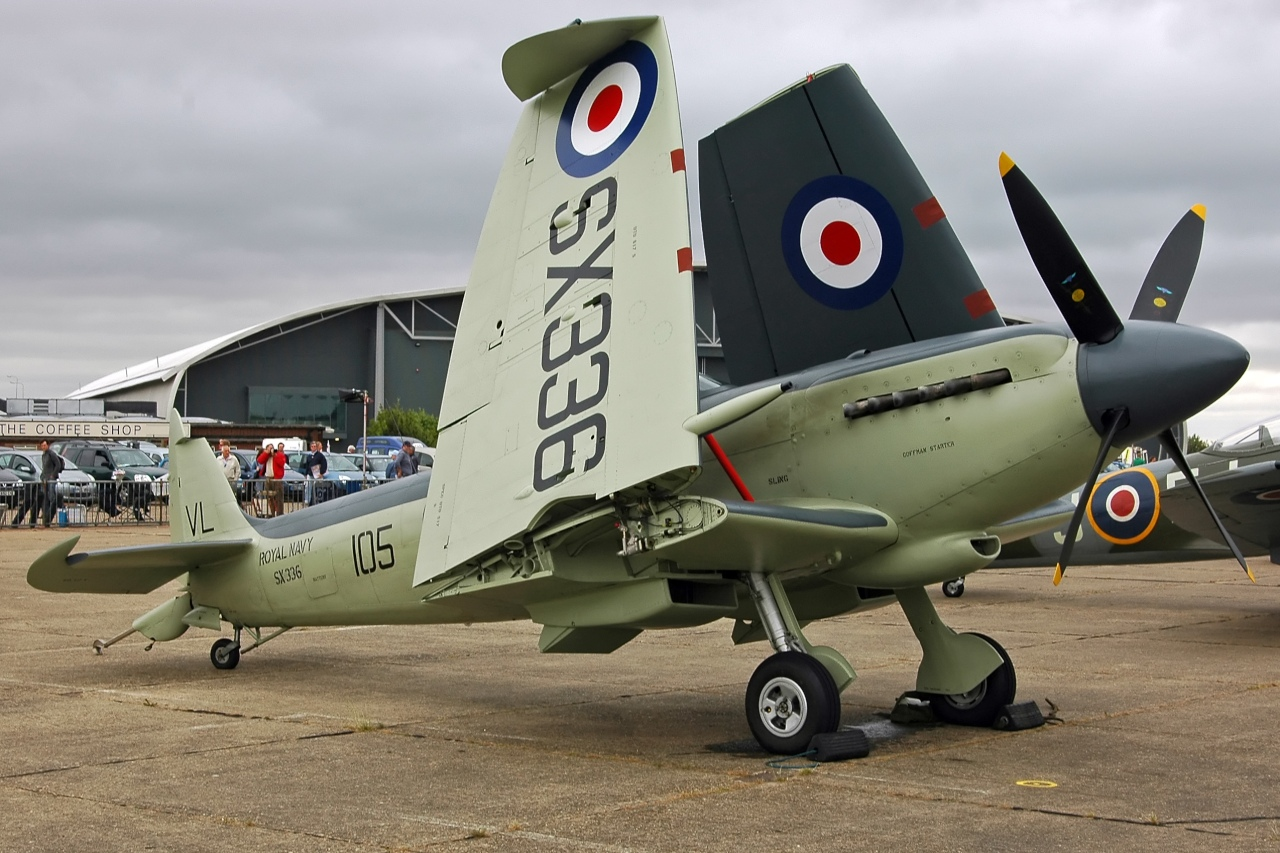
Supermarine Seafire
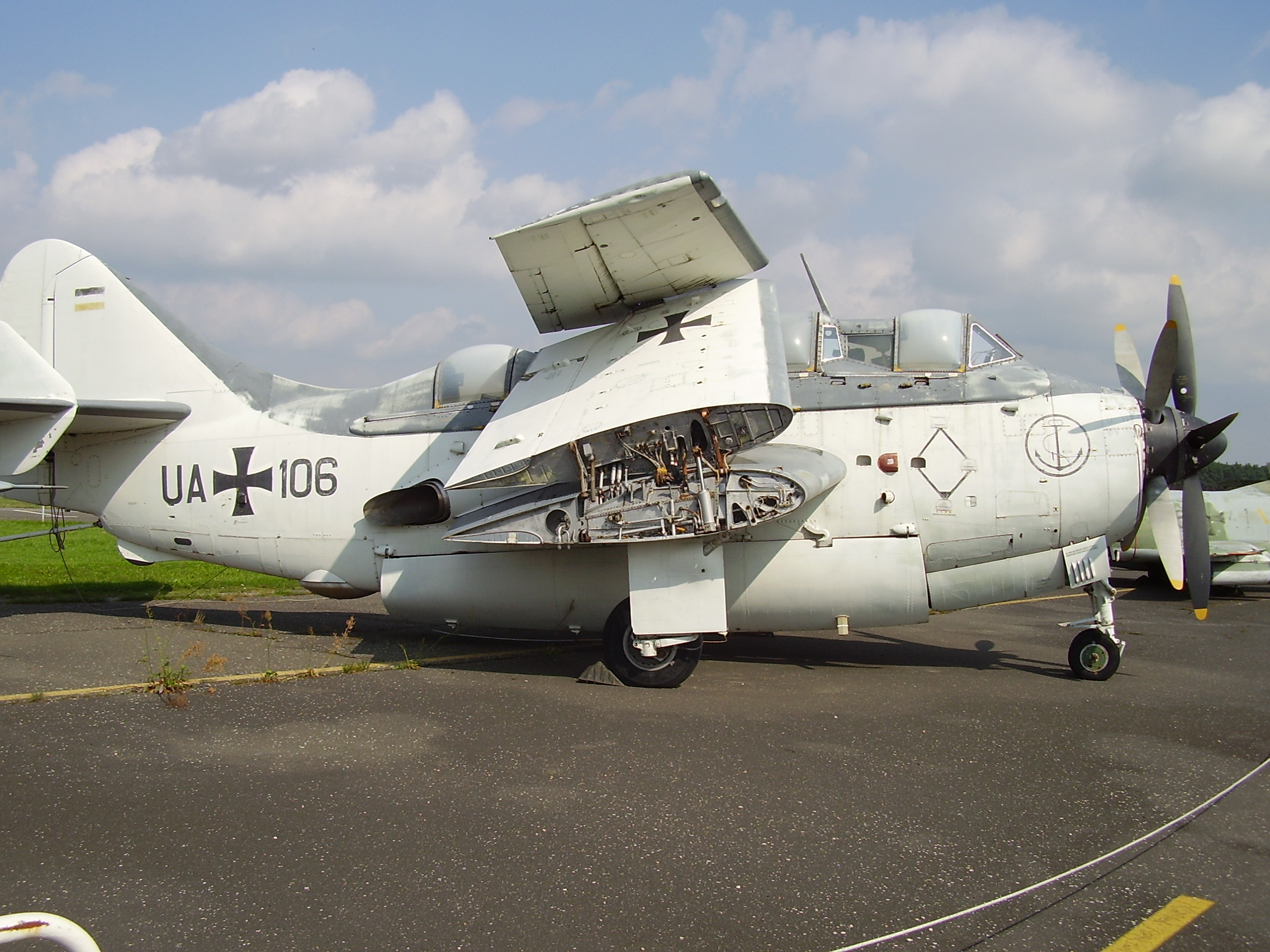
Fairey Gannet

### Pont de porte-avions en préparation de décollage

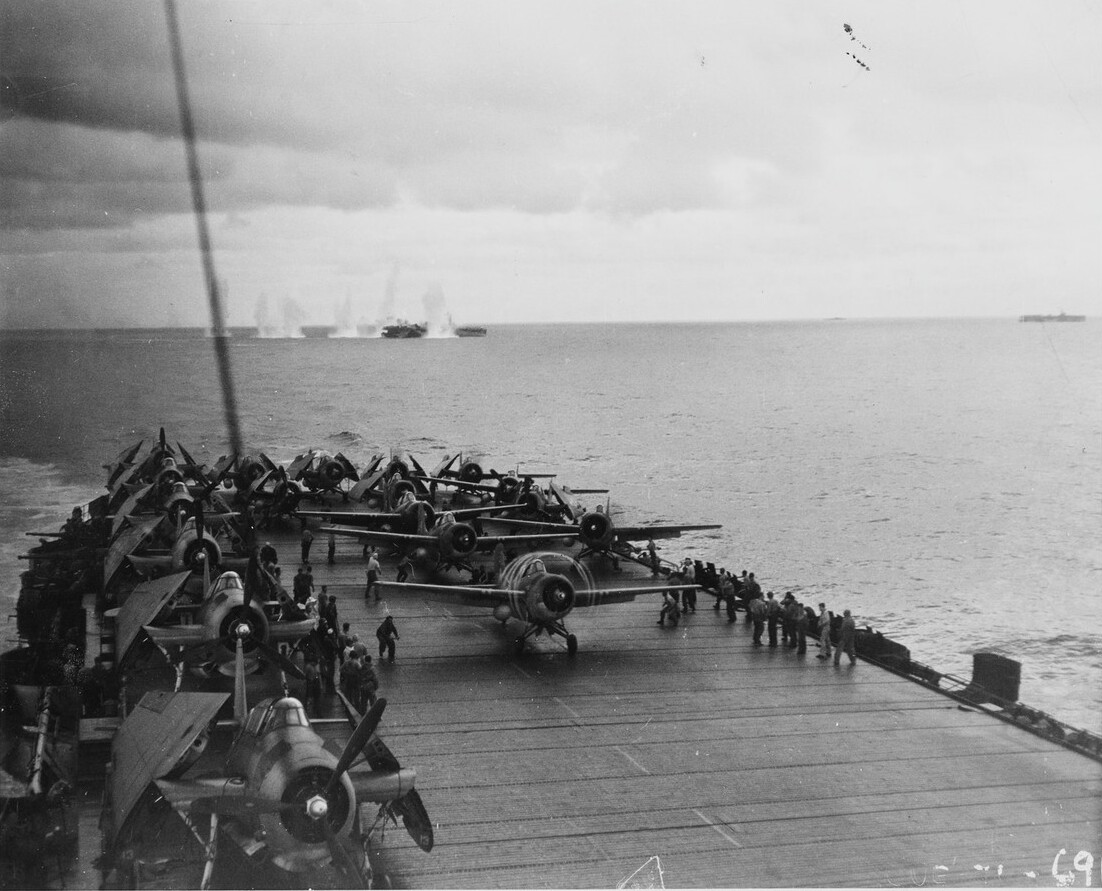
Grumman Hellcats sur l'USS Kitkun Bay (1944)
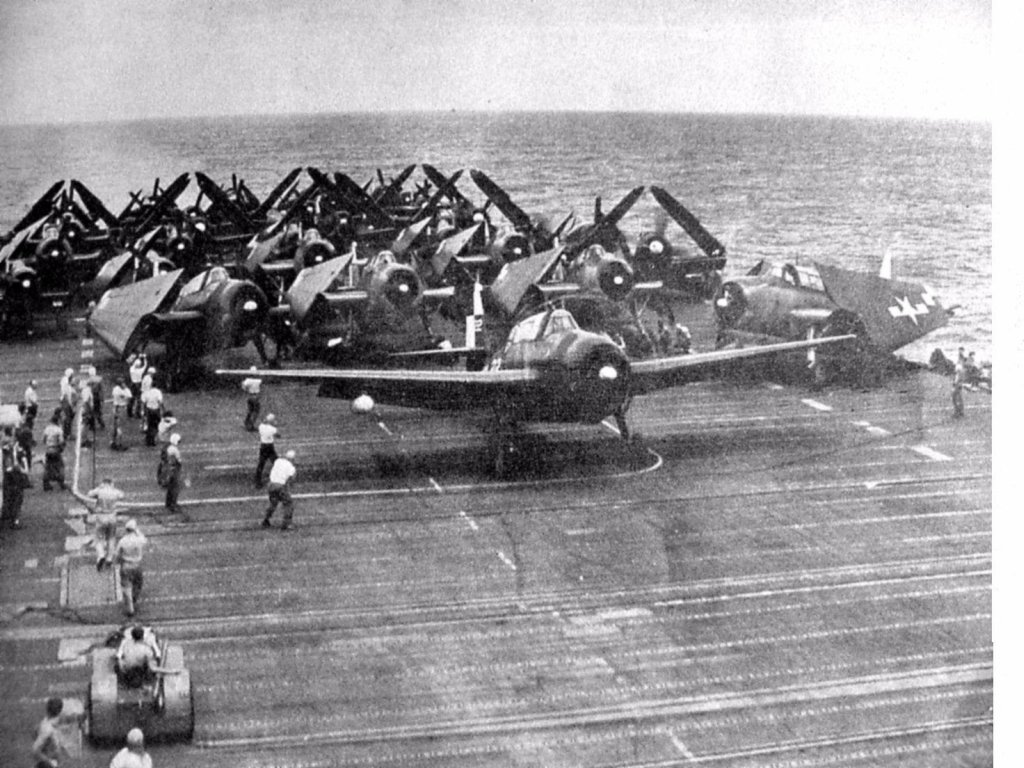
Grumman Avengers sur l'USS Hornet (1945)
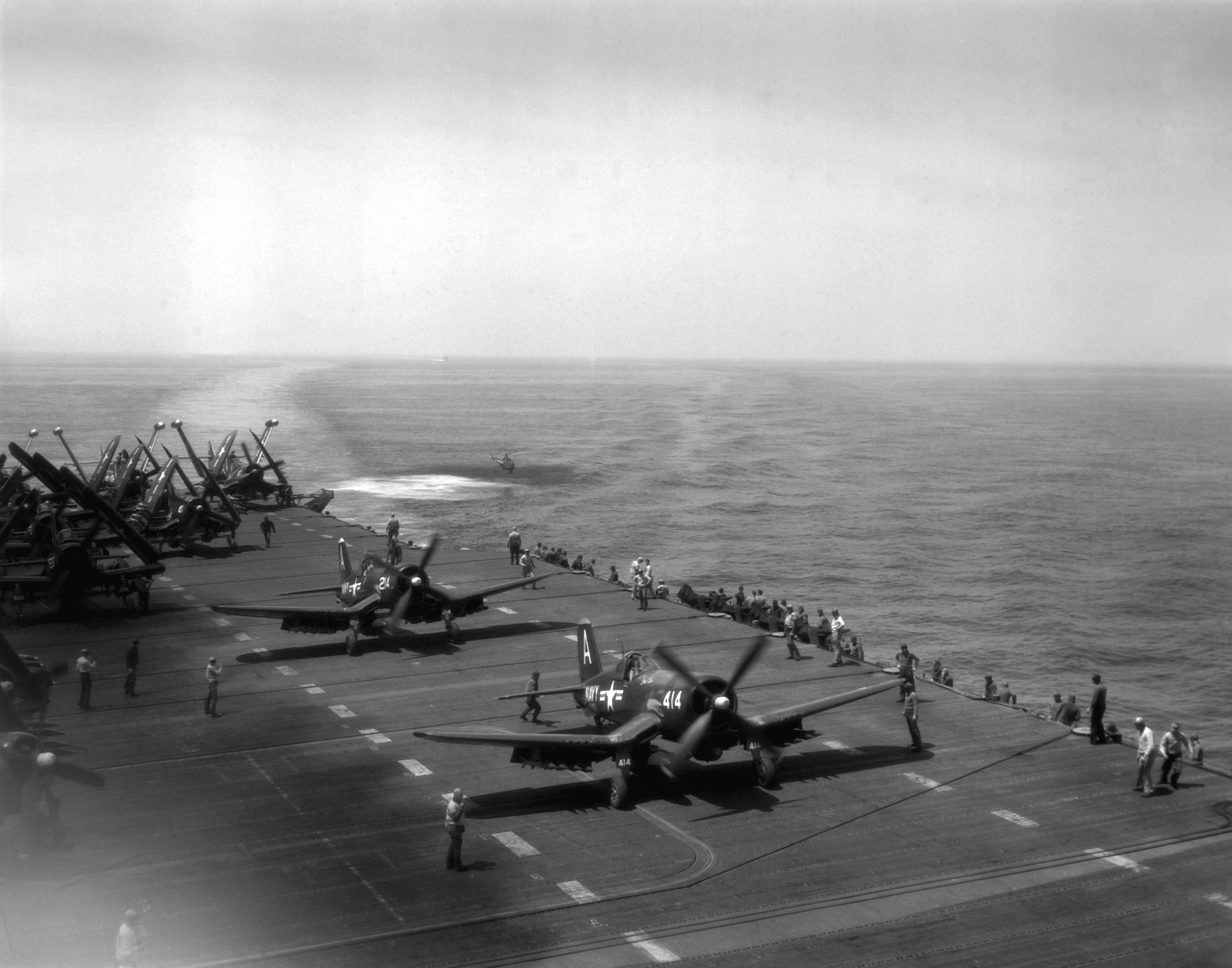
Corsair F4U sur l'USS Boxer (1951)
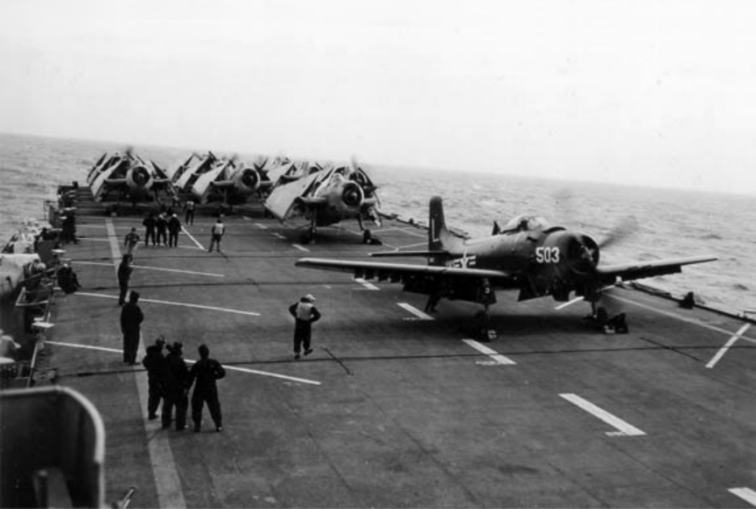
Grumman AS3M Avenger sur le NCSM Magnificent (1953)
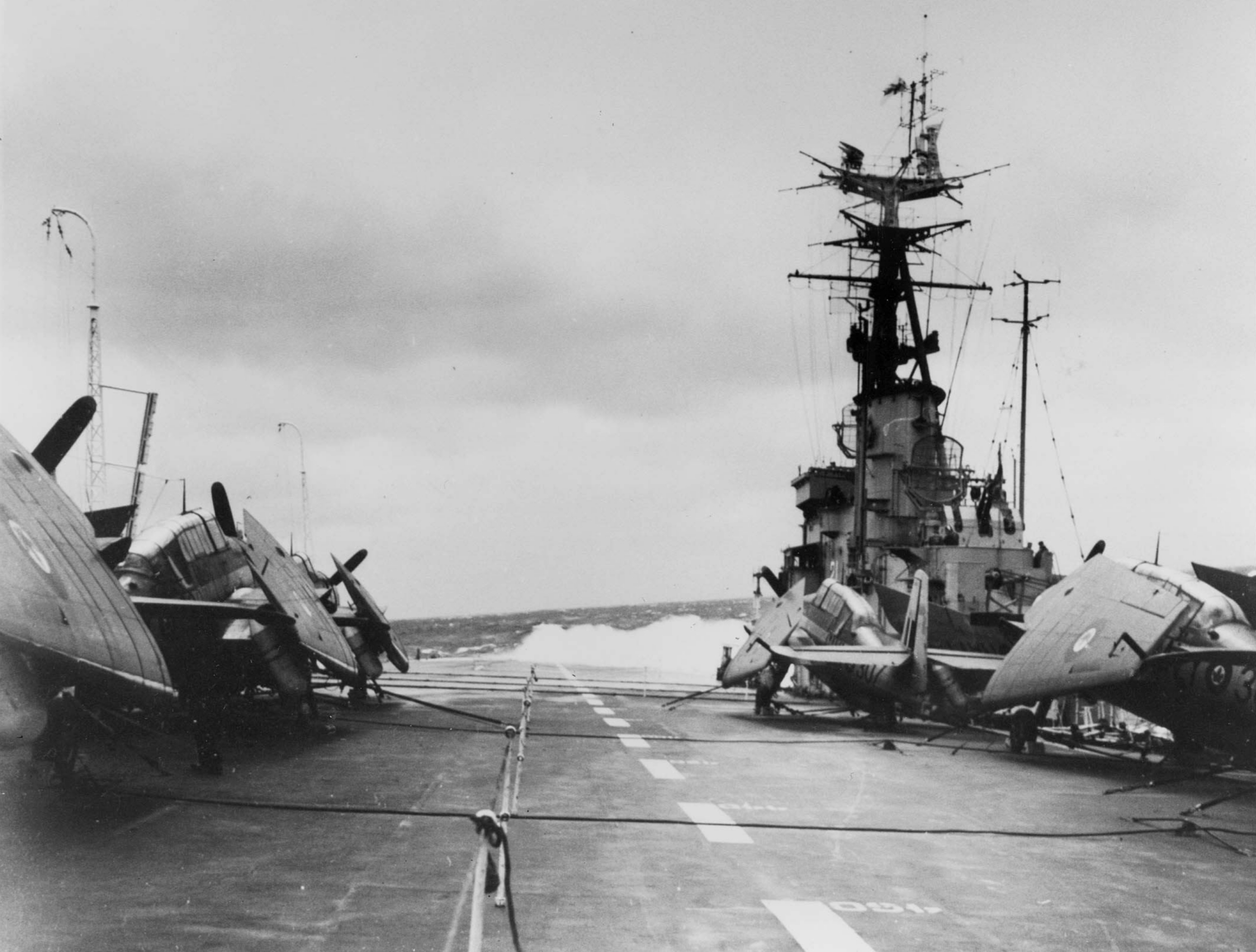
Grumman AS3M Avenger sur le NCSM Magnificent (1953)